# NigComSat 1
O NigComSat 1 foi um satélite de comunicação geoestacionário nigeriano construído pela Academia Chinesa de Tecnologia Espacial (CAST) que esteve localizado na posição orbital de 42 graus de longitude leste e era operado pela NigComSat. O satélite era baseado na plataforma DFH-4 Bus e sua expectativa de vida útil era de 15 anos. Ele parou de funcionar em 10 de novembro de 2008.

## Lançamento
O satélite foi lançado com sucesso ao espaço no dia 13 de maio de 2007, ás 16:01 UTC, por meio de um veículo Longa Marcha 3B/G2 a partir do Centro Espacial de Xichang, na China. Ele tinha uma massa de lançamento de 5150 kg.

## Capacidade e cobertura
O NigComSat 1 era equipado com 18 transponders em banda Ku, 4 em banda Ka, 4 em banda C e 2 em banda L para fornecer serviços via satélite para a África.

## Falha e substituição
Em 10 de novembro de 2008 (09:00 UTC), o satélite teria sido desligado para uma análise e para evitar uma possível colisão com outros satélites. De acordo com a Nigerian Communications Satellite Limited, o mesmo foi colocado em operação no "modo de emergência a fim de efetuar a mitigação e reparação". O satélite acabou falhando depois de perder potência em 11 de novembro de 2008.
Em 24 de março de 2009, o Ministério Federal da Ciência e Tecnologia da Nigéria, NigComSat Ltd. e a Corporação Industrial Grande Muralha da China (CGWIC) assinaram um novo contrato para a entrega em órbita do satélite NigComSat 1R. O NigComSat 1R é também um satélite DFH-4 com melhorias em relação ao satélite anterior, e foi entregue no quarto trimestre de 2011 como um substituto para o fracassado NigComSat 1. Ele foi lançado com sucesso no dia 19 de dezembro de 2011.